# Арнпрајор (Онтарио)
Арнпрајор (енгл. Arnprior) је градић у Канади у покрајини Онтарио. Према резултатима пописа 2011. у граду је живело 8.114 становника.

## Становништво
Према резултатима пописа становништва из 2011. у граду је живело 8.114 становника, што је за 13,4% више у односу на попис из 2006. када је регистровано 7.158 житеља.
| 2006. | 2011. | 2016. |
| ----- | ----- | ----- |
| 7.158 | 8.114 | 8,795 |